# Puyenbekestadion
Puyenbekestadion is een voormalig voetbalstadion in de Belgische stad Sint-Niklaas. Het stond aan de westelijke rand van de stad, op grondgebied van deelgemeente Belsele in de Watermolenwijk. 
Tot 2000 was het stadion de thuisplaats van de ter ziele gegane club Sint-Niklase SK. Het was de thuisbasis van KV Red Star Waasland, die in 2002 van het Robert Waterschootstadion verhuisde naar het Puyenbekestadion, maar na het samengaan met KSK Beveren in 2010 verhuisde naar het Freethielstadion in Beveren. 
Ook voetbalclub SK Gerda Sint-Niklaas uit de provinciale reeksen speelde een tijd op een zijterrein van het Puyenbekestadion. In 2009 verhuisde de club naar het Robert Waterschootstadion. Daarna werd het stadion gebruikt door Sportkring Belsele en damesclub Sinaai Girls. Het stadion en de velden ernaast werden ook gebruikt door enkele jeugdploegen van Waasland-Beveren. Het stadion wordt ook De Sportkring genoemd.
Medio 2022 werden de tribunes bij het stadion afgebroken. De supporters mochten stukken van het stadion meenemen als souvenir. FC Sint-Niklaas (voorheen SK Belsele) bleef ook nadien verderspelen in het stadion. Het werd nadien onderdeel van het Sportkringpark waar het zwembad De Watermolen opgetrokken werd met daarnaast een park en verschillende sportterreinen. 

## Capaciteit
Voor de afbraak van de tribunes hadden deze de volgende capaciteiten:
- Eretribune: 328 plaatsen
- RS Waasland

Zittribune

A1 en A2: 168 plaatsen elk

B1 en B2: 312 plaatsen elk

C1 en C2: 197 plaatsen elk

Staantribune

A2BIS: 490 plaatsen

D1: 1870 plaatsen
- Bezoekers

Zittribune

E2: 420 plaatsen

Staantribune

E1 en E3: 750 plaatsen elk
- Totaal: 5962 plaatsen